# Maria de Saxe-Altemburgo (1845–1930)
Maria Gasparina Amália Antonieta Carolina Carlota Isabel Luísa, (Munique, 28 de junho de 1845 – Sondershausen, 5 de julho de 1930), Princesa de Saxe-Altemburgo, era filha do príncipe Eduardo de Saxe-Altemburgo e da sua segunda esposa, a princesa Luísa Carolina Reuss de Greiz. Era consorte do príncipe Carlos Gonthier de Schwarzburg-Sondershausen.

## Biografia
Maria chegou a ser cogitada para esposa do Príncipe Alberto Eduardo de Gales, filho mais velho da rainha Vitória. Um jornal londrino especulou (supostamente da parte de "fontes autênticas" que as escolhas do príncipe estavam limitadas a sete mulheres, todas de sangue real, protestantes e da sua idade ou mais novas. Outras candidatas incluíam a princesa Isabel de Wied, a princesa Ana de Hesse e do Reno, a princesa Alexandra da Dinamarca e a princesa Alexandrina da Prússia. Contudo, Maria acabou por ser eliminada desta lista uma vez que se "vestia de forma chocante e estava sempre com a sua desagradável mãe." O príncipe de Gales acabou por se casar com a princesa dinamarquesa.

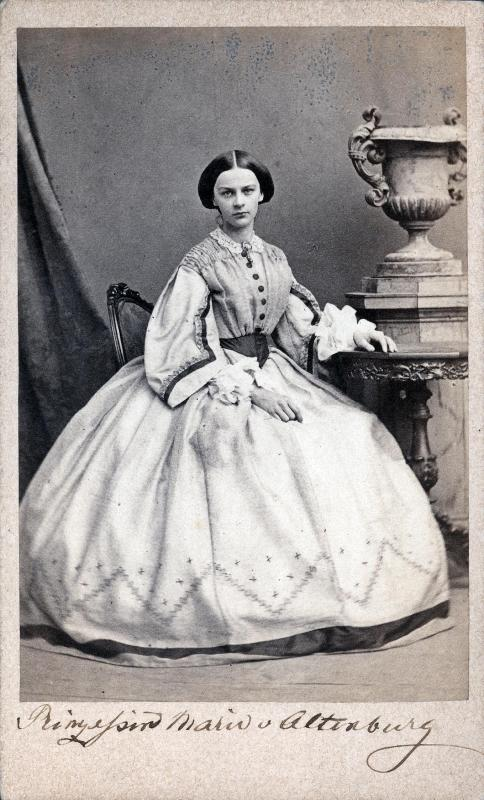
Princesa Maria de Saxe-Altemburgo

No dia 12 de junho de 1869, Maria casou-se com o príncipe-herdeiro Carlos Gonthier de Schwarzburg-Sondershausen em Altemburgo. Carlos sucedeu ao seu pai no dia 17 de julho de 1880 e Maria tornou-se princesa de Schwarzburg-Sondershausen. Como não conseguiram ter filhos, o trono foi sucedido pelo primo afastado de Carlos, Günther Victor, em 1909.